# Clinoporus biporosus
Clinoporus biporosus är en fiskart som först beskrevs av John Dow Fisher Gilchrist och Thompson, 1908.  Clinoporus biporosus ingår i släktet Clinoporus och familjen Clinidae. Inga underarter finns listade i Catalogue of Life.